# Torre de Bera

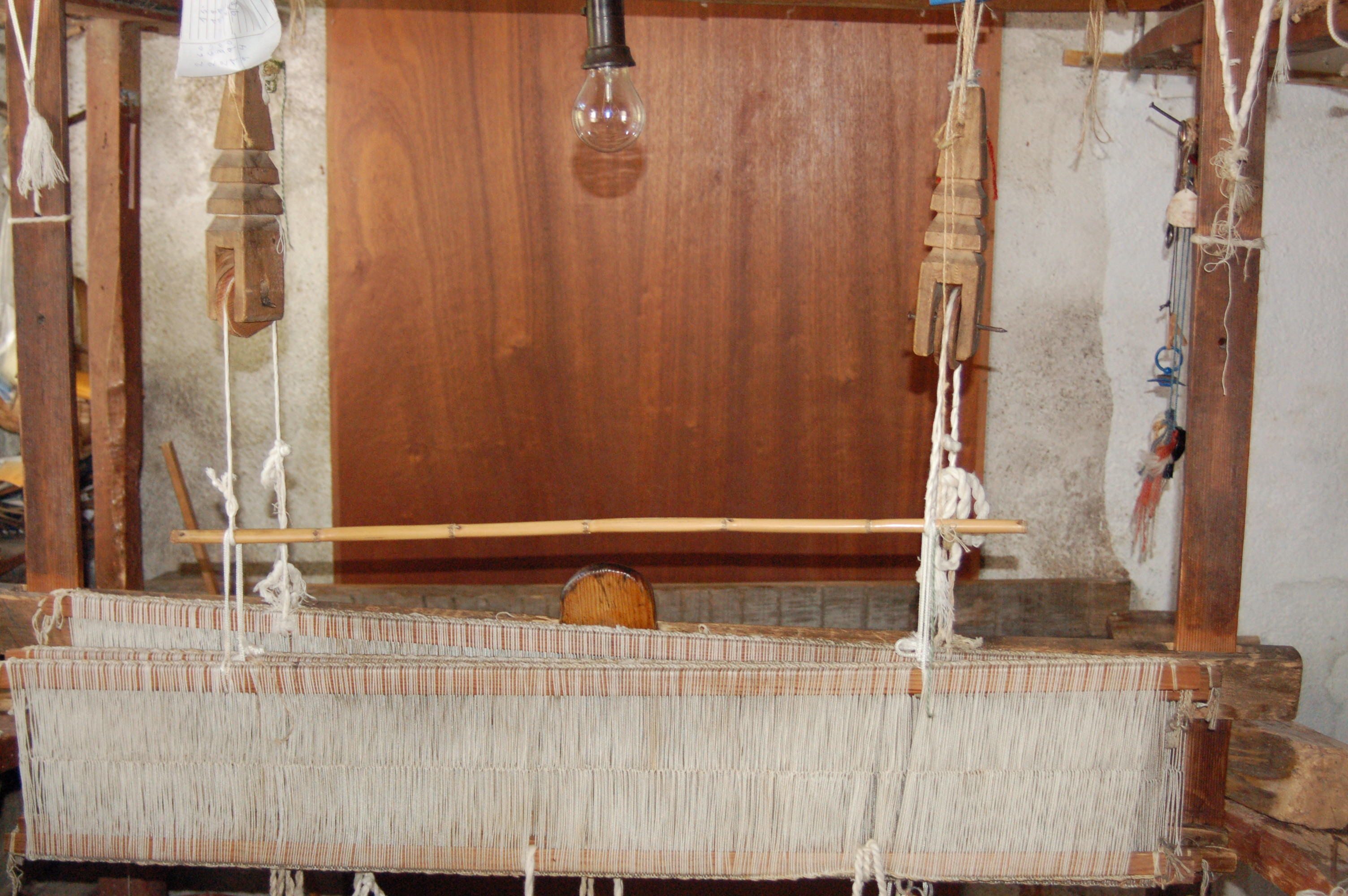
Torre de Bera: tear tradicional.

Torre de Bera é uma pequena aldeia da freguesia de Almalaguês, no Município de Coimbra, no Distrito de Coimbra, em Portugal. 
Destacou-se pela sua participação no concurso da "aldeia mais portuguesa de Portugal", em 1938, no qual ganhou o segundo lugar.
A povoação remonta possivelmente ao século X.

## Torre de Bera - torre românica
A toponímia "Torre de Bera" deve-se à edificação de uma atalaia militar à época da Reconquista Cristã, próxima à aldeia de Bera e também designada por Torre de Bera. A aldeia de Bera, por sua vez, cedeu o nome a uma série de outras aldeias circundantes, tais como Monte de Bera, Outeiro de Bera, e a própria Torre de Bera.
Da milenar atalaia que deu nome à povoação, restam apenas duas paredes, em precário estado de conservação. Em 1995 a junta de freguesia entregou o espaço ao antigo Instituto Português do Património Arquitectónico (IPPAR) que entretanto jamais iniciou qualquer tipo de intervenção. Resistiu aos grandes incêndios que assolaram a região em 2005, chegando a ameaçar a aldeia. Em 2009 surgiu uma proposta popular para a execução de obras de conservação e restauro.

## Aldeia
Entre as vinte e cinco aldeias da freguesia de Almalaguês, Torre de Bera é mais conhecida pela tecelagem.
Na comunidade destacam-se o "Centro de Instrução e Recreio de Torre de Bera", edificado pela população, o "Rancho Folclórico de Torre de Bera", e o "Núcleo Museológico de Torre de Bera". Este último reproduz fielmente uma casa típica de Torre de Bera nos finais do século XIX.